# Americano do Brasil (kommun)
Americano do Brasil är en kommun i Brasilien.   Den ligger i delstaten Goiás, i den centrala delen av landet, 230 km väster om huvudstaden Brasília. Antalet invånare är 5 508.
Följande samhällen finns i Americano do Brasil:
- Americano do Brasil

Omgivningarna runt Americano do Brasil är huvudsakligen savann. Runt Americano do Brasil är det ganska glesbefolkat, med 22 invånare per kvadratkilometer.